# Thilo Ziegler
Thilo Ziegler (* 6. August 1937 in Burgheßler; † 25. Oktober 2015 in Lutherstadt Eisleben) war ein deutscher Kommunalpolitiker, Bergmann und Heimatforscher.

## Leben
Ziegler erlernte von 1952 bis 1955 in Eisleben den Bergmannsberuf. Nach der Facharbeiterprüfung leistete er seinen Wehrdienst ab. Er arbeitete anschließend 20 Jahre lang in verschiedenen Positionen im VEB Mansfeldkombinat auf dem Thomas-Münzer-Schacht in Sangerhausen. Im Fernstudium erwarb er 1969 den Ingenieurabschluss. 1970 wechselte er in die Stadtverwaltung Sangerhausen. Bis 1972 war er als Stadtrat bzw. stellvertretender Bürgermeister tätig. 1978 erwarb Ziegler den Diplomingenieur. 1982 wurde er „wegen Schädigung der sozialistischen Staatsmacht“ fristlos aus der Stadtverwaltung entlassen. Nach 8 Monaten Strafarbeit als Pumpenwärter unter Tage auf dem Thomas-Müntzer-Schacht war er hier bis 1990 als Fahrsteiger tätig. Nach der Wende war er von 1991 bis 1997 Technischer Leiter und Betriebsführer des Besucherbergwerks des Bergbaumuseums Rammelsberg in Goslar, wo er unter anderem die Rekonstruktion des Kanekuhler Kehrrades und den Aufbau der Grubenbahnfahrt leitete.
Ziegler war verheiratet und hatte vier Kinder.

## Publizistische Tätigkeit
In seiner Freizeit widmete sich Ziegler seit 1964 – und besonders intensiv nach Erreichen des Rentenalters – der Erforschung der Bergbaugeschichte im Mansfelder Land und im Sangerhäuser Revier im Südharz. Von 2009 bis zu seinem Tod gab er im Eigenverlag in seiner Heimatstadt Sangerhausen die Schriftenreihe Die Geschichte des Sangerhäuser Berg- und Hüttenwerkes von den Anfängen bis zur Neuzeit heraus, die wesentlich auf Quellenstudien und eigenen Erfahrungen im bergmännischen Bereich beruhte. Außerdem widmete er sich der Erforschung der Geschichte des Landkreises Sangerhausen in der NS-Zeit. Mit den Arbeiten Die Geschichte des Sangerhäuser Berg- und Hüttenwerkes und Unterm Hakenkreuz: Abriss zur Geschichte des Kreises Sangerhausen von 1933 bis 1945 wurde er 2011 Sieger in der Kategorie Industriegeschichte beim Ur-Krostitzer Jahresring. Kurz vor seinem Tod wurde ihm die Ehre zuteil, sich in das Goldene Buch der Stadt Sangerhausen eintragen zu dürfen.

## Nachlass
Noch zu Lebzeiten verfügte er, dass sein wissenschaftlicher Nachlass im Landesarchiv Sachsen-Anhalt verwahrt werden soll.

## Werke (Auswahl)
- mit Friedrich Balck: Aufwältigung und Rekonstruktion eines Wasserrades im Rammelsberg (= Berichte zur Denkmalpflege in Niedersachsen. Jg. 17, Nr. 2). Hameln 1997 (gbv.de [abgerufen am 19. November 2015]).
- Der Tiefe Gonnaer Stollen (= Die Geschichte des Sangerhäuser Berg- und Hüttenwerkes von den Anfängen bis zur Neuzeit. H. 18.). T. Ziegler, Sangerhausen 2011, OCLC 906170999.
- Der Seegen-Gottes-Stollen (= Die Geschichte des Sangerhäuser Berg- und Hüttenwerkes von den Anfängen bis zur Neuzeit. H. 19.). T. Ziegler, Sangerhausen 2013, OCLC 906171024.